# Drosophila illusiopolita
Drosophila illusiopolita är en tvåvingeart som beskrevs av Elmo Hardy 1965. Drosophila illusiopolita ingår i släktet Drosophila och familjen daggflugor.
Artens utbredningsområde är Hawaii.